# Canyonlands-Nationalpark
Der Canyonlands-Nationalpark ist ein Nationalpark in der Nähe von Moab im US-Bundesstaat Utah in den Vereinigten Staaten von Amerika. Er liegt in direkter Nachbarschaft zum Arches-Nationalpark. Das Gebiet wurde am 12. September 1964 zum Nationalpark erklärt und umfasst eine Fläche von 1366 km² (527,5 mi²).
Der Colorado und der Green River haben tiefe Canyons in das Colorado-Plateau geschnitten und teilen den Park in drei Teile auf:
- Island in the Sky im Norden
- The Needles im Südosten
- The Maze im Westen

Neben diesen drei Hauptgebieten gibt es noch ein kleines im Westen, den Horseshoe Canyon.

## Regionen
Die Island in the Sky- und die Needles-Bereiche sind über die US 191, die durch Moab führt, erreichbar. Die Maze ist die abgelegenste der drei Regionen und nur von Westen her über die Staatsstraßen 24 oder 95 und anschließend über unbefestigte Straßen erreichbar.
Zwischen den einzelnen Teilgebieten gibt es innerhalb des Parkes keine Straßenverbindungen.

### Island in the Sky
Die Island in the Sky ist eine weitläufige Hochebene (Mesa), die von Colorado und Green River eingeschlossen wird. Es gibt viele spektakuläre Aussichten auf den White Rim, eine Sandsteinabbruchkante rund 360 Meter unterhalb des Plateaus, und auf die Flussläufe, weitere 300 Meter unterhalb des White Rims. Entlang des White Rim führt der beliebte 160 km lange White Rim Trail, ein unbefestigter Felspfad, der nach Genehmigung der Parkverwaltung mit Geländewagen oder  Mountainbikes befahren werden kann. Per Auto dauert die Fahrt zwei bis drei Tage, bei der Genehmigung werden Übernachtungsplätze zugewiesen, die als einzige Ausstattung ein einzelnes Toilettenhäuschen aufweisen. Die Anzahl der ausgestellten Passierscheine pro Tag ist streng begrenzt, so dass der Besucher auf der teilweise abenteuerlich geführten Strecke meist völlig allein ist.
Die Stromschnellen Big Drop Rapids des Colorado River befinden sich auf 1128 Meter über dem Meeresspiegel.

### The Needles
The Needles hat seinen Namen von rot und weiß gemaserten Felszacken, die die Gegend prägen. Daneben gibt es aber noch eine Vielzahl von weiteren Felsformationen wie Canyons, Dolinen, Spalten und Steinbögen. Anders als im Arches-Nationalpark, wo viele dieser Bögen über kurze Fußwege oder sogar mit dem Auto zugänglich sind, liegen sie im Needles District im Hinterland und sind nur mit Geländewagen oder über lange Wanderungen zu erreichen. 
Die Gegend war früher die Heimat der Pueblo-Indianer, von denen viele Hinterlassenschaften erhalten sind. Viele der Werkzeuge und Kleinutensilien sind von Antiquitätenjägern entwendet worden, aber viele der Steinhäuser und Erdhütten sind gut erhalten. Die Angehörigen der Pueblo-Kultur haben außerdem Spuren in Form von Petroglyphen hinterlassen. Die bekanntesten sind auf dem sogenannten Newspaper Rock in der Nähe des Visitor Center am Eingang zu sehen. Im Südosten grenzt der Needles-Distrikt des Nationalparks direkt an das Bears Ears National Monument.
Der Cathedral Point im Needles District ist mit 2170 Metern die höchste Erhebung im Park.

### The Maze
Der Maze District liegt westlich des Colorado und Green River und ist das abgelegenste und am wenigsten zugängliche Teilgebiet.

## Trivia
Der 2012 erschienene Roman Land der roten Steine des österreichischen Schriftstellers Walter Kappacher spielt zu weiten Teilen im Maze District.